# Георгиос Кяндос
Георгиос К. Кяндос (на гръцки: Γεώργιος Κ. Κιάντος) е гръцки просветен деец и революционер, деец на гръцката въоръжена пропаганда в Македония.

## Биография
Кяндос е роден в 1878 година в костурското влашко село Клисура, тогава в Османската империя, днес в Гърция. Учи в Клисура, след което завършва Солунската гръцка гимназия. Заедно с Йоанис Кускурас и Г. Ланарас е автор на множество учебници. Присъединява се към гръцката въоръжена пропаганда в Македония и подпомога мисията на Павлос Мелас, Александрос Кондулис, Георгиос Колокотронис и Анастасиос Папулас в 1904 година. Обявен е за агент от ІІ ред. В 1908 година се мести в Солун, където участва в основаването на клисурския силогос. Умира в 1945 година в Солун. Автор е на изследването „За клисура и националната и борба“ (Περί Κλεισούρας και των εθνικών της αγώνων).